# Os Traidores
Os Traidores é um reality game show português, inspirado no formato holandês De Verraders, que estreou a 9 de abril de 2023, na SIC, com a apresentação de Daniela Ruah.
Seguindo a premissa de outras versões de De Verraders, o programa apresenta um grupo de concorrentes a participarem num jogo semelhante ao jogo de festa Máfia enquanto ficam num hotel de luxo histórico. Durante a sua estadia, um pequeno grupo de concorrentes torna-se nos "Traidores" titulares e devem trabalhar juntos para eliminar os outros concorrentes para ganhar um grande prémio, enquanto os concorrentes restantes se tornam "Fiéis" e são encarregados de descobrir e banir os Traidores, votando neles para ganhar o grande prémio.
Em junho de 2023, o diretor de programas da SIC Daniel Oliveira especulou que uma segunda temporada poderia ser feita num futuro próximo. Desde então, acredita-se que poderá vir uma nova temporada, mas em exclusivo para a plataforma de streaming da SIC, a OPTO.

## Formato

### Mecânica
No formato, os jogadores mudam-se para o Mosteiro de Alcobaça e sabem que vão contar com ‘Traidores’ no grupo, embora sem saber quem são exatamente. Os restantes são os ‘Fiéis’. Porém, o público vai saber de tudo logo na emissão de estreia. Enquanto que os Fiéis têm a missão de trabalhar juntos para identificar e eliminar os Traidores através do banimento antes do final do jogo, os Traidores devem tentar permanecer no jogo sem serem detectados e escaparem do banimento.
Os concorrentes têm que se dividir em equipas e são colocados diariamente à prova em vários desafios com o objetivo de ganharem barras de prata que correspondem a um prémio final em dinheiro. À equipa que vencer esses desafios, é lhes dado acesso à Sala de Armas e um deles deve encontrar o chamado “escudo”. Manter um escudo concede a um jogador imunidade de ser assassinado, mas não do Voto de Banimento. Uma tentativa de assassinato no detentor do escudo fará com que nenhum jogador seja eliminado por assassinato.
No final de cada dia, os jogadores participarão na Mesa Redonda, onde discutem em quem votar antes de votar individualmente para que quem acreditam que seja um Traidor seja banido, podendo dar uma breve justificação para o seu voto. A pessoa que recebeu mais votos é banida do jogo e deve revelar a qual grupo pertenciam. Se a quantidade de Traidores restantes cair para dois, eles terão a opção de recrutar um Fiel para se juntar a eles em vez de cometer um assassinato. Os Fiéis terão a opção de recusar, e a recusa pode ou não resultar em que eles sejam assassinados imediatamente. Se os Fiéis aceitarem, eles tornam-se um Traidor a partir desse ponto.
Durante a noite, os Traidores reúnem-se no conclave e decidem juntos um concorrente Fiel a "assassinar" - e essa pessoa deixará o jogo imediatamente. Os concorrentes fiéis restantes não saberão quem foi eliminado até o dia seguinte, quando essa pessoa não entrar na sala para o pequeno-almoço.
Após a Mesa Redonda final, os jogadores restantes votam se devem terminar o jogo ou continuar o jogo. É necessária uma votação unânime para terminar o jogo; se houver pelo menos um voto para continuar, outra votação de banimento é realizada imediatamente, antes de repetir a votação para terminar o jogo com os jogadores restantes. Quando ocorre uma votação unânime para terminar o jogo, ou quando restam apenas dois jogadores, os jogadores restantes revelam se são fiéis ou traidores. Se os jogadores restantes forem fiéis, eles compartilharão o fundo do prémio; mas se algum Traidor chegar ao fim, eles ganharão o fundo do prémio completo.
A quantidade de jogadores varia de temporada para temporada e de franquia para franquia. A quantidade de Traidores que iniciam o jogo também varia de temporada para temporada. Em algumas versões, os jogadores são celebridades.

### Apresentadora

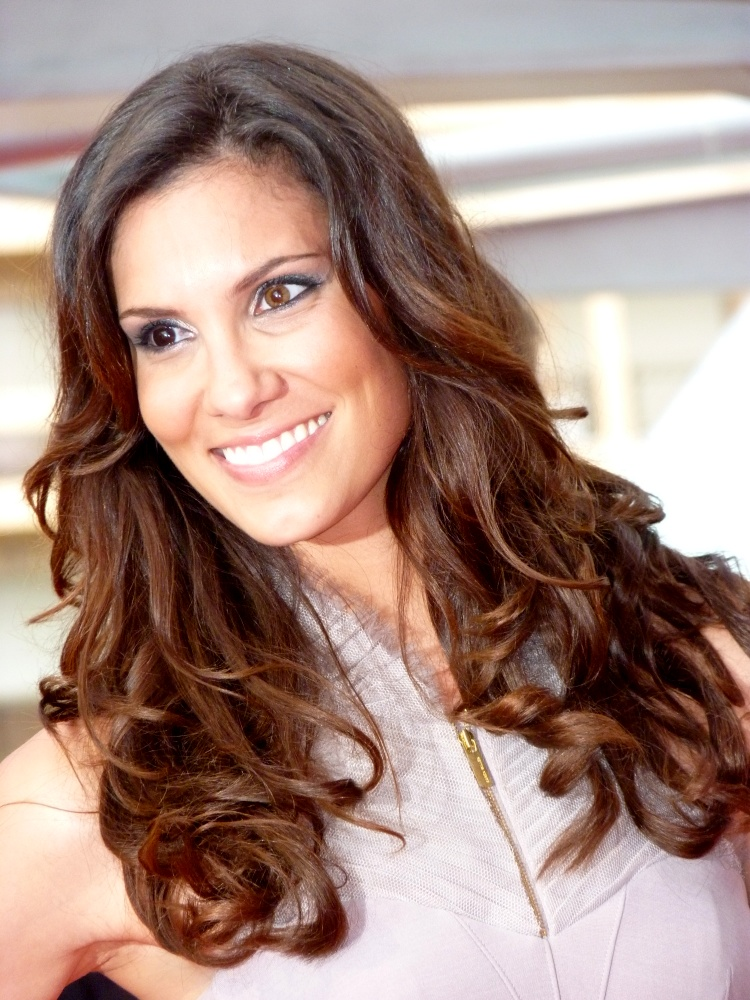
Daniela Ruah

Daniela Ruah é a apresentadora. Ruah decidiu adotar para a sua apresentação uma personagem irónica e misteriosa para que se enquadrasse no tom do formato.

## Produção

Cartaz de divulgação do programa.

A 25 de janeiro de 2023, a SIC anunciou que estava em desenvolvimento uma edição portuguesa do formato holandês De Verraders para combater o novo reality da TVI O Triângulo, com as inscrições a serem abertas no mesmo dia. A atriz portuguesa e americana Daniela Ruah foi revelada como a apresentadora a 17 de fevereiro de 2023. O programa estava planeado para ser estreado contra a estreia de O Triângulo a 26 de fevereiro de 2023,  mas teve as suas gravações e data de estreia adiadas devido à incompatibilidade da agenda de Ruah.
As gravações decorreram durante março de 2023, maioritariamente no Montebelo Historic Hotel anexado ao Mosteiro de Alcobaça. O hotel também serviu de local para a apresentação à imprensa do programa com Ruah e o diretor de programas da SIC Daniel Oliveira a 27 de março de 2023. Um trailer do programa foi lançado a 29 de março de 2023, confirmando a data de estreia oficial para 9 de abril de 2023.

### Pós-estreia
No dia a seguir à estreia do formato a 10 de abril de 2023, a SIC emitiu uma Emissão Especial apresentada por Diana Chaves e com os comentadores convidados Cris Carvalho, Pedro Granger e Ana Garcia Martins. O grupo discutiu os eventos do episódio, os concorrentes e as suas previsões sobre o jogo.

## Concorrentes
O elenco é composto por 19 jogadores portugueses e 1 brasileiro, representando diversas faixas etárias, profissões e origens. Dois concorrentes ganharam a atenção particular do público: Luís Henrique Avellar, o namorado do finalista do Big Brother 2021 António Bravo; e Márcio Salgado, também conhecido como o Camaleão no TikTok.
| Nome                    | Origem           | Ocupação                                 | Idade | Afiliação | Posição                    | Ref.ª  |
| ----------------------- | ---------------- | ---------------------------------------- | ----- | --------- | -------------------------- | ------ |
| Júlio Ferreira          | Queluz           | Gestor Comercial                         | 34    | Traidor   | VENCEDOR no episódio 10    | [ 12 ] |
| Carolina de Brito Palma | Fernão Ferro     | Personal Trainer                         | 28    | Traidora  | VENCEDORA no episódio 10   | [ 13 ] |
| Carla Pereira           | Leça da Palmeira | Empresária                               | 50    | Fiel      | Banida no episódio 10      | [ 14 ] |
| Márcio Salgado          | Aveiro           | GNR e Tiktoker                           | 37    | Fiel      | Banido no episódio 10      | [ 15 ] |
| Pedro Barbosa           | Lisboa           | Gestor                                   | 28    | Fiel      | Banido no episódio 10      | [ 16 ] |
| Joana Pé-Leve           | Évora            | Consultora de Business Intelligence      | 31    | Fiel      | Assassinada no episódio 10 | [ 17 ] |
| Liliana Sequeira        | Aveiro           | Administradora                           | 44    | Traidora  | Banida no episódio 9       | [ 18 ] |
| Paulo Alves             | Azeitão          | PSP                                      | 52    | Fiel      | Banido no episódio 8       | [ 19 ] |
| Jonas Grancha           | Lisboa           | Artista 2D                               | 32    | Fiel      | Assassinado no episódio 8  | [ 20 ] |
| Luís Henrique Avellar   | Estoril          | Gestor de Património                     | 30    | Fiel      | Banido no episódio 7       | [ 21 ] |
| João Casqueiro          | Batalha          | Arquiteto                                | 29    | Fiel      | Assassinado no episódio 7  | [ 22 ] |
| António Borralho        | Montijo          | Reformado                                | 68    | Fiel      | Banido no episódio 6       | [ 23 ] |
| Verónica Matos          | Azeitão          | Estudante de Psicologia                  | 24    | Fiel      | Assassinada no episódio 6  | [ 24 ] |
| Alícia Ferreira         | Palmela          | Coach de Tantra e Sexualidade Consciente | 37    | Fiel      | Banida no episódio 5       | [ 25 ] |
| Luís Pacheco            | Azeitão          | Professor                                | 46    | Fiel      | Banido no episódio 4       | [ 26 ] |
| Cristiana Costa         | Amarante         | Modelo                                   | 32    | Fiel      | Assassinada no episódio 4  | [ 27 ] |
| Lara Fontes             | Porto            | Estudante de Medicina Veterinária        | 26    | Fiel      | Banida no episódio 3       | [ 28 ] |
| Sónia Patacão           | Lisboa           | Jornalista                               | 36    | Fiel      | Assassinada no episódio 3  | [ 29 ] |
| Álvaro Marinho          | Bahia            | Orador Motivacional                      | 48    | Fiel      | Banido no episódio 2       | [ 30 ] |
| Maria de Fátima         | Faro             | Contabilista                             | 67    | Fiel      | Assassinada no episódio 2  | [ 31 ] |

## Episódios
| Episódio              | Episódio              | Episódio              | 1                | 2                  | 3               | 4               | 5                   | 6               | 6               | 7               | 8               | 9                 | 10              | 10                | 10              | 10              | 10                | 10              | 10              |                 |
| --------------------- | --------------------- | --------------------- | ---------------- | ------------------ | --------------- | --------------- | ------------------- | --------------- | --------------- | --------------- | --------------- | ----------------- | --------------- | ----------------- | --------------- | --------------- | ----------------- | --------------- | --------------- | --------------- |
| Decisão dos Traidores | Decisão dos Traidores | Decisão dos Traidores | Does not appear  | Fátima             | Sónia           | Cristiana       | Joana João Verónica | Verónica        | Verónica        | João            | Jonas           | Carla Joana Pedro | Joana           | Does not appear   | Does not appear | Does not appear | Does not appear   | Does not appear | Final           |                 |
| Banimento             | Banimento             | Banimento             | Cristiana        | Álvaro             | Lara            | Luís P          | Alícia              | Empate          | António         | Luís H          | Paulo           | Liliana           | Pedro           | Banir             | Empate          | Márcio          | Banir             | Carla           | Final           |                 |
| N.º                   | Votos                 | Votos                 | Does not appear  | 9-3-2-1-1-1-1      | 15-1-1          | 6-3-2-2-1-1     | 6-3-2-1-1-1         | 3-3-2-2-1-1     | 6-4             | 4-3-2-1         | 7-1             | 4-3               | 3-2             | 2-2               | 2-2             | 2-2             | 1-2               | 2-1             | Final           |                 |
| 1                     |                       | Júlio                 | Sem votos        | António            | Lara            | António         | António             | António         | António         | Liliana         | Paulo           | Pedro             | Pedro           | Votou para Fechar | Márcio          | Carla           | Votou para Fechar | Carla           | Vencedor        |                 |
| 1                     |                       | Carolina              | Sem votos        | Álvaro             | Lara            | Luís P          | Alícia              | António         | António         | Liliana         | Paulo           | Pedro             | Pedro           | Votou para Fechar | Márcio          | Carla           | Votou para Fechar | Carla           | Vencedora       |                 |
| 3                     |                       | Carla                 | Sem votos        | Paulo              | Lara            | Luís P          | Luís H              | João            | Márcio          | Luís H          | Paulo           | Liliana           | Pedro           | Votou para Banir  | Carolina        | Júlio           | Votou para Banir  | Carolina        | Does not appear |                 |
| 4                     |                       | Márcio                | Sem votos        | Álvaro             | Lara            | Luís P          | Alícia              | Jonas           | Sem voto        | Carolina        | Paulo           | Liliana           | Carolina        | Votou para Banir  | Carolina        | Júlio           | Does not appear   | Does not appear | Does not appear |                 |
| 5                     |                       | Pedro                 | Sem votos        | Sónia              | João            | Alícia          | Alícia              | Liliana         | Márcio          | Luís H          | Paulo           | Liliana           | Carolina        | Does not appear   | Does not appear | Does not appear | Does not appear   | Does not appear | Does not appear |                 |
| 6                     |                       | Joana                 | Sem votos        | Álvaro             | Lara            | Carla           | Márcio              | Márcio          | Márcio          | Luís H          | Paulo           | Liliana           | Assassinada     | Does not appear   | Does not appear | Does not appear | Does not appear   | Does not appear | Does not appear |                 |
| 7                     |                       | Liliana               | Sem votos        | Paulo              | Lara            | João            | João                | João            | António         | Carolina        | Paulo           | Pedro             | Does not appear | Does not appear   | Does not appear | Does not appear | Does not appear   | Does not appear | Does not appear |                 |
| 8                     |                       | Paulo                 | Sem votos        | Carolina           | Lara            | João            | António             | Luís H          | António         | Luís H          | Pedro           | Does not appear   | Does not appear | Does not appear   | Does not appear | Does not appear | Does not appear   | Does not appear | Does not appear |                 |
| 9                     |                       | Jonas                 | Sem votos        | Álvaro             | Lara            | António         | Alícia              | António         | António         | Carolina        | Assassinado     | Does not appear   | Does not appear | Does not appear   | Does not appear | Does not appear | Does not appear   | Does not appear | Does not appear | Does not appear |
| 10                    |                       | Luís H                | Sem votos        | Álvaro             | Lara            | Luís P          | António             | Jonas           | António         | Joana           | Does not appear | Does not appear   | Does not appear | Does not appear   | Does not appear | Does not appear | Does not appear   | Does not appear | Does not appear |                 |
| 11                    |                       | João                  | Sem votos        | Álvaro             | Lara            | Márcio          | Alícia              | Márcio          | Márcio          | Assassinado     | Does not appear | Does not appear   | Does not appear | Does not appear   | Does not appear | Does not appear | Does not appear   | Does not appear | Does not appear |                 |
| 12                    |                       | António               | Sem votos        | Liliana            | Lara            | Luís P          | Márcio              | Márcio          | Sem voto        | Does not appear | Does not appear | Does not appear   | Does not appear | Does not appear   | Does not appear | Does not appear | Does not appear   | Does not appear | Does not appear |                 |
| 13                    |                       | Verónica              | Sem votos        | João               | Lara            | João            | Alícia              | Assassinada     | Does not appear | Does not appear | Does not appear | Does not appear   | Does not appear | Does not appear   | Does not appear | Does not appear | Does not appear   | Does not appear | Does not appear |                 |
| 14                    |                       | Alícia                | Sem votos        | Álvaro             | Lara            | Luís P          | Paulo               | Does not appear | Does not appear | Does not appear | Does not appear | Does not appear   | Does not appear | Does not appear   | Does not appear | Does not appear | Does not appear   | Does not appear | Does not appear |                 |
| 15                    |                       | Luís P                | Sem votos        | Álvaro             | Lara            | Alícia          | Does not appear     | Does not appear | Does not appear | Does not appear | Does not appear | Does not appear   | Does not appear | Does not appear   | Does not appear | Does not appear | Does not appear   | Does not appear | Does not appear |                 |
| 16                    |                       | Cristiana             | Falsa eliminação | Não estava no jogo | Lara            | Assassinada     | Does not appear     | Does not appear | Does not appear | Does not appear | Does not appear | Does not appear   | Does not appear | Does not appear   | Does not appear | Does not appear | Does not appear   | Does not appear | Does not appear |                 |
| 17                    |                       | Lara                  | Sem votos        | Paulo              | Carla           | Does not appear | Does not appear     | Does not appear | Does not appear | Does not appear | Does not appear | Does not appear   | Does not appear | Does not appear   | Does not appear | Does not appear | Does not appear   | Does not appear | Does not appear |                 |
| 18                    |                       | Sónia                 | Sem votos        | Álvaro             | Assassinada     | Does not appear | Does not appear     | Does not appear | Does not appear | Does not appear | Does not appear | Does not appear   | Does not appear | Does not appear   | Does not appear | Does not appear | Does not appear   | Does not appear | Does not appear |                 |
| 19                    |                       | Álvaro                | Sem votos        | João               | Does not appear | Does not appear | Does not appear     | Does not appear | Does not appear | Does not appear | Does not appear | Does not appear   | Does not appear | Does not appear   | Does not appear | Does not appear | Does not appear   | Does not appear | Does not appear |                 |
| 20                    |                       | Fátima                | Sem votos        | Assassinada        | Does not appear | Does not appear | Does not appear     | Does not appear | Does not appear | Does not appear | Does not appear | Does not appear   | Does not appear | Does not appear   | Does not appear | Does not appear | Does not appear   | Does not appear | Does not appear |                 |

| Legenda: | Vencedor/es | Traidor Banido | Fiel Banido | Assassinado(a) | Corredor da Morte | Protegido | Imune | Traidor(a) | Fiel |

## Reviravoltas no jogo
- Relacionamento Secreto Preexistente: O casal Álvaro Marinho e Carla Pereira inscreveram-se juntos e foram ambos escolhidos nos castings, competindo individualmente como concorrentes. Ao contrário de outros casos de relacionamentos preexistentes na franquia internacional, este relacionamento não foi inicialmente revelado tanto ao público quanto aos outros concorrentes, contando com a ajuda a produção para ofuscar deliberadamente as informações básicas de Álvaro e Carla para que o público fosse menos propenso a conectá-los.[32]
- Falsa Eliminação Inicial: No início do jogo, os concorrentes foram instruídos a selecionar um dos 20 pedestais numerados para ficar de pé. A apresentadora Daniela então revelou que o concorrente num número predeterminado teve que deixar o jogo imediatamente. A concorrente trata-se de Cristiana. Mais tarde, regressou ao jogo quando reapareceu durante uma Missão.

## Recepção

### Repercussão
O programa foi bem recebido após o seu lançamento, com críticas positivas do público e dos mídia, sendo elogiado o formato estratégico relativamente novo do programa e a apresentação de Ruah.

### Audiências
Estreou a 9 de abril de 2023, abrindo na liderança com 10.5 de rating e 20.8 de share, com 1 milhão e 6 mil espectadores. De seguida, o segundo segmento (‘Mesa Redonda’) entregou à estação de Paço de Arcos uma média de 9.0/18.7%. O primeiro episódio encerrou com ‘A Escolha’, fruto de um resultado de 7.1/16.2%. Já o pico foi de 11.2/21.7%.
Apesar de ter lutado pelo primeiro lugar nas audiências quando estreou, rapidamente caiu para terceiro lugar, onde se manteve até ao fim da sua exibição.